# Karrie Webb

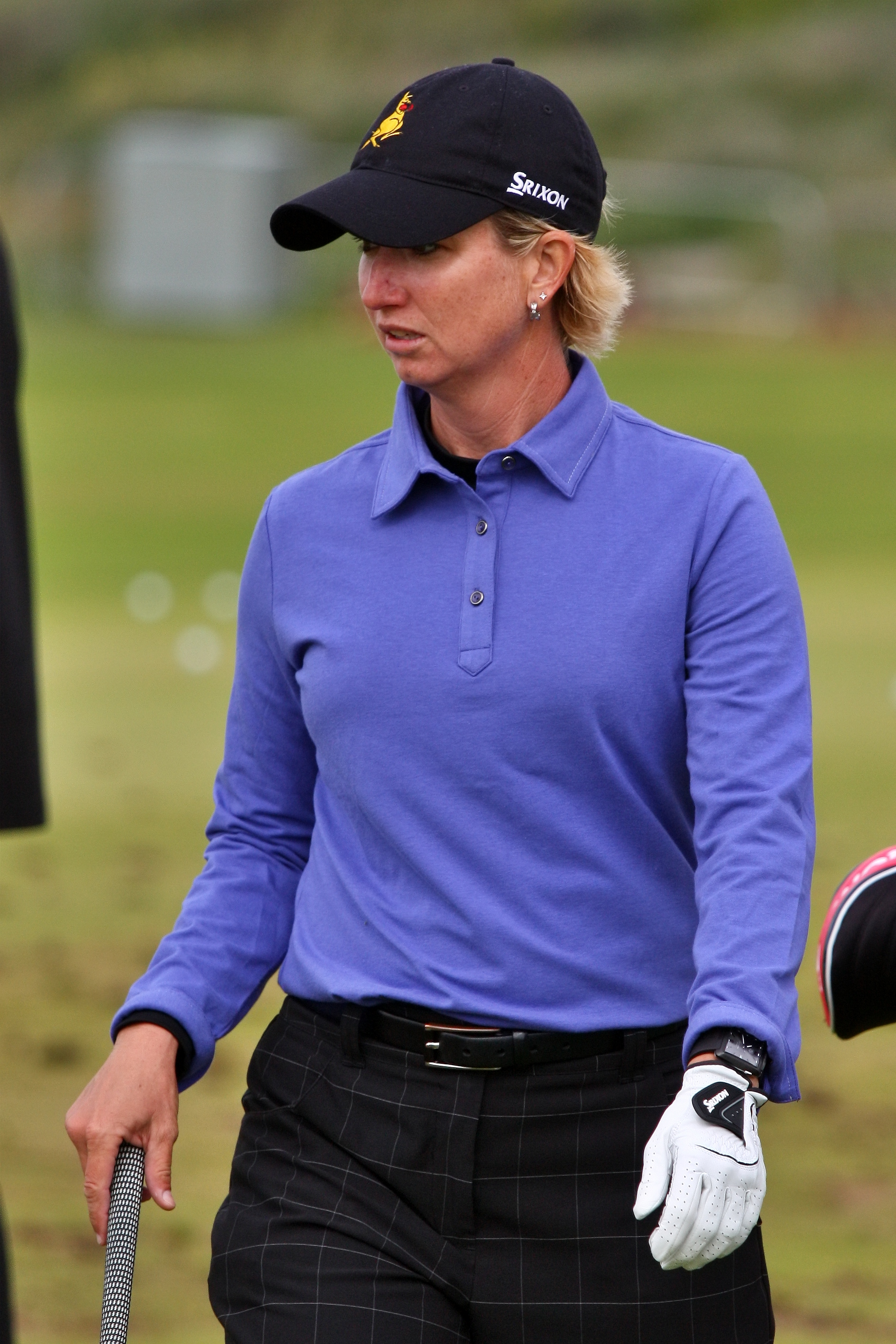
2010

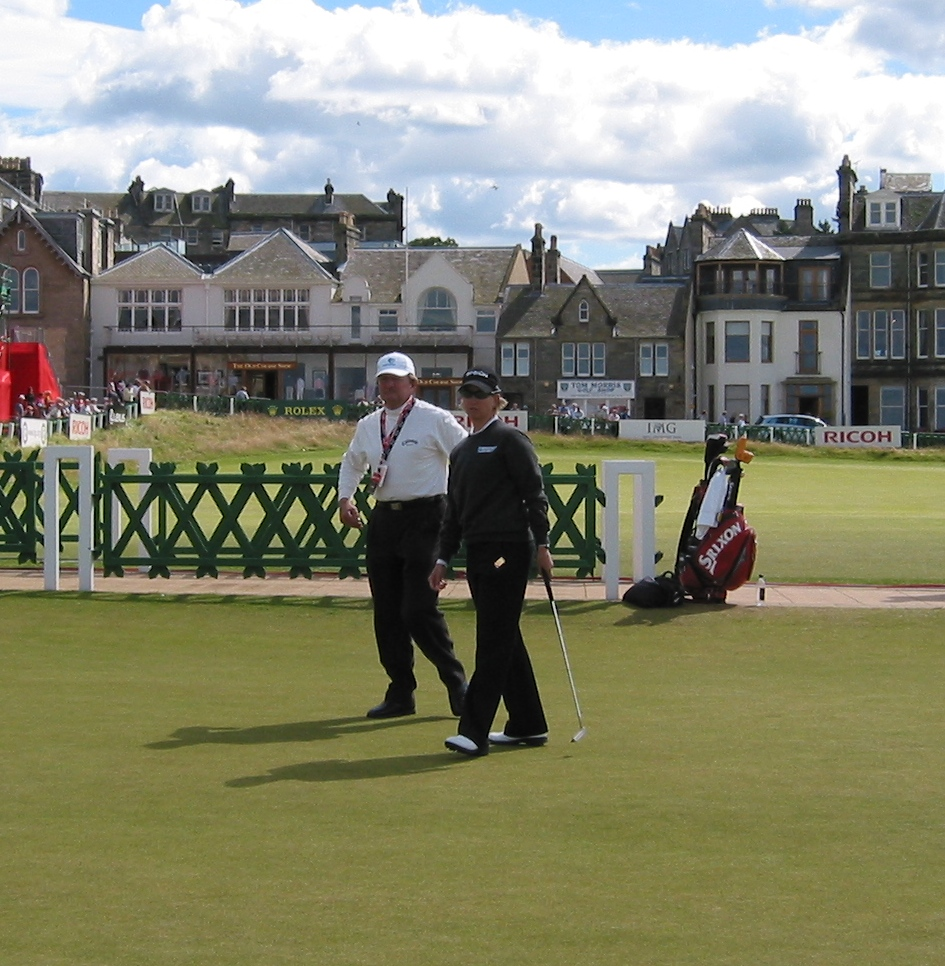
Karrie Webb tijdens het Womens British Open 2007 op St Andrews Links

Karrie Webb (Ayr, Queensland, 21 december 1974) is een professionele Australische golfspeelster, die sedert 1996 lid is van de Amerikaanse LPGA Tour en reeds jarenlang een van de meest succesvolle speelsters op de tour. Ze woont in Boynton Beach, Florida.
Ze begon reeds op achtjarige leeftijd met golf.

## Professional
In 1994 werd Webb professional en werd dat jaar tweede bij het Australian Ladies Open. In 1995 won ze de Women's British Open, dat toen nog niet de status van "major" had. Eind 1995 kwalificeerde zij zich voor de LPGA Tour;
In haar rookie-jaar op de Amerikaanse Tour (LPGA Tour) won ze vier toernooien. Haar beste resultaat in een major dat jaar was gedeeld tweede in de Du Maurier Classic. In 1999 won ze die major, en het volgende jaar won ze er nog twee: het Kraft Nabisco Championship en de US Women's Open. In 2001 volgden het LPGA Championship en een tweede titel in de US Women's Open. Ze werd dat jaar ook nog tweede in het Kraft Nabisco Championship.
In 2002 won ze voor de derde keer de Women's British Open, dat in 2001 de plaats van de du Maurier Classic als major had overgenomen. Daarmee lukte ze als eerste speelster de "Super Career Grand Slam", dat wil zeggen een overwinning in alle vijf majors tijdens haar carrière.
In 2003 en 2004 was haar beste resultaat in een major een derde plaats (in de British Women's Open in 2003 en in het Kraft Nabisco Championship in 2004). In 2005 kon ze geen top-10 notering halen in een major, maar in 2006 won ze opnieuw het Kraft Nabisco Championship, haar zevende major-overwinning. In het LPGA Championship 2006 moest ze na een play-off de duimen leggen voor de Koreaanse Pak Se-ri.
Webb was leidster in de wereldrangschikking in de seizoenen 1996, 1999 en 2000. Op 14 november 2005 werd ze, als jongste lid tot dan toe, opgenomen in de World Golf Hall of Fame.
Tussendoor speelde Webb ook regelmatig op de Australische Tour (ALPG Tour). Ze won het Australisch Open in 2000, 2002, 2007 en 2008 en de Australische Masters in 1998, 1999, 2000, 2001, 2005 en 2007. De Masters telde vanaf 2001 niet meer mee voor de Apmerikaanse Tour, maar wel voor de Europese Tour.

Ook in Japan won ze tweemaal.

## Gewonnen

#### LPGA Tour
- 1995: Weetabix British Open Championship
- 1996: HealthSouth Classic, Sprint Championship, Safeco Classic, ITT LPGA Tour Championship
- 1997: Susan G. Komen International, Weetabix British Open Championship, Safeco Classic
- 1998: Alpine Australian Masters, City of Hope Myrtle Beach Classic
- 1999: Office Depot Championship, Alpine Australian Masters, Standard Register PING, Mercury Championship, Wegmans LPGA, du Maurier Classic
- 2000: Office Depot Invitational, ANZ Australian Masters, LPGA Takefuji Classic, Kraft Nabisco Championship, US Women's Open, Oldsmobile Classic, AFLAC Champions Presented by Southern Living
- 2001: US Women's Open, McDonald's U.S. LPGA Championship, ADT Championship
- 2002: Wegmans LPGA, Weetabix British Open Championship
- 2003: John Q. Hammons Hotel Classic
- 2004: Kellog-Keebler Classic
- 2006: Kraft Nabisco Championship, Michelob ULTRA Open at Kingsmill, Evian Masters, Longs Drugs Challenge, Mizuno Classic
- 2009: J Golf Phoenix LPGA International
- 2011: HSBC Womens's Championship
- 2014: ISPS Handa Women´s Australian Open

### ALPG Tour
- 1998: Alpine Australian Masters (ALPG & LPGA)
- 1999: Alpine Australian Masters (ALPG & LPGA)
- 2000:  Toyota Australian Open, ANZ Australian Masters (ALPG & LPGA)
- 2001: ANZ Australian Masters (ALPG & LET)
- 2002:  AAMI Australian Open
- 2005: ANZ Ladies Masters (ALPG & LET)
- 2007:  MFS Australian Open, ANZ Ladies Masters (ALPG & LET)
- 2008:  MFS Australian Open

### LPGA of Japan
- 2000: Nichriei World Ladies Cup
- 2001: Nichriei World Ladies Cup